# Dioncomena zernyi
Dioncomena zernyi är en insektsart som beskrevs av David R. Ragge 1980. Dioncomena zernyi ingår i släktet Dioncomena och familjen vårtbitare. Inga underarter finns listade i Catalogue of Life.